# Stenorrhipis
Stenorrhipis là một chi rêu tản thuộc họ Cephaloziellaceae.
Vị trí đặt của chi này còn chưa rõ ràng; trước đây nó từng được Schuster đặt trong họ Lophoziaceae hoặc trong họ Jungermanniaceae.

## Danh sách loài
Chi này có các loài sau (tuy nhiên danh sách này có thể chưa đủ):
- Stenorrhipis rhizomatica, Herzog